# Вила Пето (Терамо)
Вила Пето је насеље у Италији у округу Терамо, региону Абруцо.
Према процени из 2011. у насељу је живело 222 становника. Насеље се налази на надморској висини од 245 м.